# Rate-Adaptive Digital Subscriber Line
RADSL (Rate Adaptive DSL) - wersja technologii szerokopasmowego dostępu do Internetu, Digital Subscriber Line, która automatycznie dostosowuje szybkość zależnie od jakości sygnału. Współczesne technologie ADSL są w większości właśnie technologiami RADSL.
Adaptacyjna wersja asymetrycznego dostępu, nazwana RADSL (Rate Adaptive DSL), pozwala na automatyczne dopasowanie się współpracujących modemów do przepływności aktualnie dostępnych w torze transmisyjnym. Jest to najbardziej efektywna forma przekazu przez istniejące kanały informacyjne z przepływnością zmieniającą się dynamicznie, nawet w trakcie korzystania z konkretnej usługi telekomunikacyjnej.
Zobacz też: ADSL, HDSL, DSL